# Đuôi ngựa
Đuôi ngựa hay đuôi chó hoặc roi tê (danh pháp hai phần: Rhoiptelea chiliantha) là loài duy nhất trong chi Rhoiptelea. Hệ thống APG II xếp chi Rhoiptelea vào họ của chính nó là họ Đuôi ngựa – Rhoipteleaceae, tuy nhiên APG III không còn chấp nhận họ này và đưa chi Rhoiptelea vào họ Óc chó (Juglandaceae).
Loài này được phát hiện năm 1932, được tìm thấy tại miền nam Trung Quốc (Quảng Tây, Quý Châu, Vân Nam) và miền bắc Việt Nam.
Nó là một loại cây thân gỗ lá sớm rụng cao tới 20 m và đường kính thân cây tới 60 cm, nhìn bề ngoài rất giống với cây cơi (Pterocarya tonkinensis), với các lá kép hình lông chim, mọc so le, dài 15–40 cm với 9-11 lá chét, mỗi lá chét dài 6–9 cm, mép lá có răng cưa. Hoa là loại hoa đuôi sóc phức, dài 15–30 cm, hoa cái sau khi thụ phấn sẽ phát triển thành loại quả kiên nhỏ dài 2–3 mm, với các cánh thuôn tròn dài 5–8 mm trên cả hai bên của mỗi quả. Tên gọi trong tiếng Trung của nó là 马尾树 (mã vĩ thụ = cây đuôi ngựa). Gỗ của nó được dùng trong xây dựng hay làm đồ nội thất.